# Wyeomyia coenonus
Wyeomyia coenonus är en tvåvingeart som beskrevs av Howard, Dyar och Frederick Knab 1913. Wyeomyia coenonus ingår i släktet Wyeomyia och familjen stickmyggor.
Artens utbredningsområde är Panama. Inga underarter finns listade i Catalogue of Life.